# جيمس إل. قاولد
جيمس إل. قاولد (بالإنجليزية: James L. Gould)‏ هو كاتب غير روائي ومؤلف وأحيائي أمريكي، ولد في 31 يوليو 1945 في تلسا في الولايات المتحدة.